# Underground (pel·lícula)
Underground (en serbi: Podzemlje, Подземље) és una pel·lícula de 1995 dirigida per Emir Kusturica, amb guió de Dusan Kovacevic. També és coneguda pel subtítol Hi havia una vegada un país (en serbi: Била једном једна земља, jednom Bila jedna zemlja), que fou el nom de la mini-sèrie de cinc hores que va emetre la RTS.
La pel·lícula segueix tres personatges a través de la història contemporània de Iugoslàvia: durant la Segona Guerra Mundial, la Guerra Freda en època de Tito, i les modernes guerres dels Balcans.

## Argument

### Primera part:La Guerra
La pel·lícula comença a Belgrad la matinada del diumenge 6 d'abril de 1941, quan dos murris bon vivants, Blacky i Marko, tornen a casa després d'una nit d' embriaguesa. Acompanyats per una orquestra de vent, saluden el germà de Marko, Ivan, un tartamut coix que té cura dels animals del zoològic de la ciutat. La parella arriba a la casa de Blacky, on troben la seva dona Vera, embarrasada, i li anuncien que s'han afiliat al Partit Comunista. L'endemà, les bombes nazis comencin a caure sobre Belgrad. Ivan està desolat per la mort de la majoria dels seus animals, però Marko i Blacky semblen impertorbables. Després que la Wehrmacht ocupi el Regne de Iugoslàvia, la parella comença el robatori d'armes i d'altres béns dels alemanys, per a la lluita clandestina. En lloc de donar el botí als partisans, la majoria dels activistes se'l queden per a benefici personal. Blacky de tant en tant visita la seva amant Natalija, una actriu mimada que també està festejada per Franz, un oficial nazi. Quan els butlletins de ràdio nazi anuncien que cerquen Blacky i Marko, la parella s'amaga en un soterrani a la casa de l'avi de Marko, juntament amb els seus amics i familiars. A l'entrar al soterrani, Vera dona a llum un fill, Jovan, i mor.
Tres anys després, Blacky celebra el tercer aniversari del fill en el local dels comunistes. Després de diverses baralles amb traficants d'armes, Blacky demana l'ajuda de Marko per a poder casar-se amb Natalija. Els dos entren al Teatre Nacional per veure Natalija actuar davant del públic alemany. Blacky irromp en l'obra, parlant malament l'alemany, dispara Franz i es fuga amb Natalija lligada a l'esquena. El tres arriben fins a un vaixell preparat per Blacky, on esperen un sacerdot. Marko intenta seduir Natalija, menyspreant Blacky pel seu treball d'electricista, i exaltant de la seva pròpia condició d'intel·lectual racional. Blacky apareix enfurismat, però Marko i Natalija reïxen apaivagar-lo. Després d'una llarga nit bevent i cantant, el grup és emboscat per Franz i els seus soldats nazis. Marko fuig, Blacky és capturat. Més tard, Marko es cola a l'hospital on hi ha Blacky i estrangula Franz davant de Natalija. Els tres fugen amb succés. Mentre Blacky es recupera al soterrani, la ciutat és alliberada i Natalija ja és amb Marko durant les celebracions.

### Segona part:La Guerra freda
Ara és 1961, i Marko és un gran líder de la República Federal de Iugoslàvia. S'ha propagat la llegenda que Blacky va morir lluitant contra els nazis, i se'l considera un heroi nacional. En realitat, Blacky i la resta de la gent encara estan enganyats, i s'amaguen en el seu soterrani perquè creuen que la Segona Guerra Mundial continua fent estralls a dalt. Marko perpetua l'engany i s'enriqueix amb la venda d'armament, que els habitants del soterrani fabriquen. Marko i Natalija els visiten de tant en tant. Durant una visita, Blacky convida la parella al casament del seu fill Jovan, que ha viscut tota la vida al soterrani. Durant la festa de noces, les tensions entre el trio comencen a entrar en erupció quan Natalija lamenta la vida que ha duta amb Marko. Blacky s'assabenta de la seva relació i dona a Marko una arma perquè es dispari. A continuació, s'escapa del soterrani amb Jovan per lluitar contra els nazis. Marko es dispara a les ròtules. El ximpanzé d'Ivan, Soni, salta damunt d'un tanc i forada el soterrani.
Ja fora del soterrani, Blacky i el seu fill topen amb el rodatge d'una pel·lícula amb guió de Marko sobre els esdeveniments que els mateixos van protagonitzar durant la Segona Guerra Mundial. Blacky, té la impressió que la guerra continua el seu curs, i abans de fugir mata l'actor que impersona Franz. Jovan és molt sorprès pel món exterior, i mentre neda amb Blacky desapareix sota les aigües.

### Tercera part:La Guerra
La pel·lícula salta a 1992, en temps de les modernes guerres dels Balcans. Blacky és una persona amargada de la guerra que encara continua cercant el seu fill. Marko, ara paralític, continua la relació amb Natalija, així com el tràfic d'armes.
El comandant Blacky captura Marko i Natalija i ordena llur execució com a especuladors de la guerra abans de conèixer llur identitat. En Blacky trasllada la seva gent al celler en el qual va viure fa anys, i hi duu la Soni. Veu una imatge d'en Jovan en un pou, i sense voler-hi cau mentre l'agafa. En una seqüència final onírica, Blacky, Marko i altres es reuneixen en un sopar exterior, celebrant el casament de Jovan. L'Ivan dona unes paraules de comiat, que acaben amb «Hi havia una vegada, hi havia un país».

## Repartiment
- Miki Manojlović, Marko Dren,
- Lazar Ristovski, Petar "Blacky" Popara
- Mirjana Joković, Natalija Zovkov
- Slavko Štimac, Ivan Dren
- Ernst Stötzner, Franz
- Srđan Todorović, Jovan Popara
- Mirjana Karanović, Vera
- Danilo Bata Stojković, Grandfather
- Bora Todorović, Golub
- Davor Dujmović, Bata

## Recepció
Els crítics van veure els personatges Marko i Blacky com "«a idealització de Kusturica dels serbis atrapats en actes desesperats per la història i la maldat dels altres, mentre que els personatges covards de la pel·lícula eren croats i bosnians, que van triar la traïció i la col·laboració».
Stanko Cerović, director del departament editorial serbocroat de Radio France Internationale, va denunciar enèrgicament la pel·lícula el juny de 1995, acusant Kusturica de difondre propaganda sèrbia, utilitzant imatges històriques en casos excepte «el bombardament de Vukovar, o els tres anys de durada», amb la destrucció de la seva ciutat natal per l'exèrcit serbi.
Al llarg de la dècada de 1990, Kusturica va ser atacat amb freqüència pels intel·lectuals públics francesos Bernard-Henri Lévy i Alain Finkielkraut als mitjans francesos per les seves opcions de vida i carrera. En general, els dos consideraven Kusturica com un «traïdor que va passar al bàndol enemic donant l'esquena a la seva ciutat, les seves arrels ètniques i la seva nació». Finkielkraut no havia vist la pel·lícula, però va escriure a Libération «que s'havia de denunciar immediatament la falsificació ofensiva i estúpida del traïdor agafant la palma del martiri». Segons Lévy Kusturica era un«autor feixista» mentre, es reservava el seu judici fins que hauria mirat la pel·lícula. Després de veure Underground, Lévy va dir que Kusturica era un «geni racista en el motlle de Louis-Ferdinand Céline». Altres intel·lectuals com André Glucksmann i Peter Handke es van unir al debat.

## Premis i nominacions
- Palma d'Or al Festival de Canes (1995)
- Millor pel·lícula estrangera al Boston Society of Film Critics Awards (1997)
- Nominació al César a la millor pel·lícula estrangera, als Premis César (1997